# Мехув-Харшниця
Мехув-Харшниця (пол. Miechów-Charsznica) — село в Польщі, у гміні Харшниця Меховського повіту Малопольського воєводства.
Населення — 1712 осіб (2011).
У 1975-1998 роках село належало до Келецького воєводства.

## Демографія
Демографічна структура станом на 31 березня 2011 року:
|          | Загалом | Допрацездатний вік | Працездатний вік | Постпрацездатний вік |
| -------- | ------- | ------------------ | ---------------- | -------------------- |
| Чоловіки | 840     | 145                | 580              | 115                  |
| Жінки    | 872     | 147                | 474              | 251                  |
| Разом    | 1712    | 292                | 1054             | 366                  |